# Oxycoleus bicolor
Oxycoleus bicolor là một loài bọ cánh cứng trong họ Cerambycidae.